# Кубок Чехії з футболу 1994—1995
Кубок Чехії з футболу 1994–1995 — 2-й розіграш кубкового футбольного турніру в Чехії. Титул вперше здобув Градець-Кралове.

## Календар
| Раунд            | Дата                        | Матчі | Клуби     |
| ---------------- | --------------------------- | ----- | --------- |
| Попередній раунд |                             | 14    | 126 → 112 |
| Перший раунд     |                             | 48    | 112 → 64  |
| 1/32 фіналу      |                             | 32    | 64 → 32   |
| 1/16 фіналу      |                             | 16    | 32 → 16   |
| 1/8 фіналу       | 5 жовтня - 2 листопада 1994 | 8     | 16 → 8    |
| 1/4 фіналу       | 19 квітня 1995              | 4     | 8 → 4     |
| 1/2 фіналу       | 17 травня 1995              | 2     | 4 → 2     |
| Фінал            | 14 червня 1995              | 1     | 2 → 1     |

## 1/8 фіналу
| Команда 1          | Рахунок      | Команда 2         |
| ------------------ | ------------ | ----------------- |
| 5 жовтня 1994      |              |                   |
| Татран (Пошторна)  | 2:2 пен. 3:1 | Сігма (Оломоуць)  |
| Вікторія (Пльзень) | 0:0 пен. 5:3 | Уніон (Хеб)       |
| 19 жовтня 1994     |              |                   |
| Портал (Пржибрам)  | 3:0          | Хмел (Блшани)     |
| Дукла (Прага)      | 0:1          | Спарта (Прага)    |
| Світ (Злін)        | 0:1          | Петра (Дрновіце)  |
| 26 жовтня 1994     |              |                   |
| Градець-Кралове    | 1:0          | Славія (Прага)    |
| Карвіна            | 1:5          | Банік (Острава)   |
| 2 листопада 1994   |              |                   |
| Вікторія Жижков    | 4:0          | Богеміанс (Прага) |

## 1/4 фіналу
| Команда 1         | Рахунок      | Команда 2          |
| ----------------- | ------------ | ------------------ |
| 19 квітня 1995    |              |                    |
| Портал (Пржибрам) | 1:1 пен. 4:3 | Спарта (Прага)     |
| Вікторія Жижков   | 5:0          | Татран (Пошторна)  |
| Петра (Дрновіце)  | 3:2          | Вікторія (Пльзень) |
| Банік (Острава)   | 0:2          | Градець-Кралове    |

## 1/2 фіналу
| Команда 1        | Рахунок      | Команда 2         |
| ---------------- | ------------ | ----------------- |
| 17 травня 1995   |              |                   |
| Петра (Дрновіце) | 1:1 пен. 3:4 | Градець-Кралове   |
| Вікторія Жижков  | 3:0          | Портал (Пржибрам) |

## Фінал
| 14 червня 1995 |

| Градець-Кралове | 0:0      | Вікторія Жижков |
| --------------- | -------- | --------------- |
|                 | Протокол |                 |

| Стадіон Евжена Рошицького, Прага Глядачів: 4 500 Арбітр: Вацлав Крондл |

|  |     | Пенальті |
|  | 3:1 |          |